# Bahnstrecke Breitengüßbach–Dietersdorf
| |                           |                           |                           |
| Streckennummer (DB): | 5105                      |                           |                           |
| Kursbuchstrecke (DB): | zuletzt 827; 414 m (1964) |                           |                           |
| Kursbuchstrecke: | 414s (1946)               |                           |                           |
| Streckenlänge: | 31,8 km                   |                           |                           |
| Spurweite: | 1435 mm (Normalspur)      |                           |                           |
| Maximale Neigung: | 10 ‰                      |                           |                           |
| Minimaler Radius: | 300 m                     |                           |                           |
| |                           |                           |                           |
| \| \| \| von Bamberg \| \| \| \| 0,0 \| Breitengüßbach \| Breitengüßbach \| \| \| \| nach Maroldsweisach \| \| \| \| \| nach Hof \| \| \| \| 5,6 \| Rattelsdorf \| Rattelsdorf \| \| \| 9,7 \| Medlitz \| Medlitz \| \| \| 11,9 \| Mürsbach \| Mürsbach \| \| \| 14,0 \| Busendorf (Oberfr) \| Busendorf (Oberfr) \| \| \| 16,7 \| Lahm (Itzgrund) \| Lahm (Itzgrund) \| \| \| 18,9 \| Kaltenbrunn-Untermerzbach \| Kaltenbrunn-Untermerzbach \| \| \| 21,8 \| Memmelsdorf (Unterfr)[1] \| Memmelsdorf (Unterfr)[1] \| \| \| 23,0 \| Setzelsdorf \| Setzelsdorf \| \| \| 24,9 \| Heilgersdorf \| Heilgersdorf \| \| \| 28,0 \| Seßlach \| Seßlach \| \| \| 31,8 \| Dietersdorf (Oberfr) \| Dietersdorf (Oberfr) \| |                           |                           |                           |
| Strecke |                           | von Bamberg               | von Bamberg               |
| Bahnhof | 0,0                       | Breitengüßbach            | Breitengüßbach            |
| Abzweig geradeaus und nach links |                           | nach Maroldsweisach       | nach Maroldsweisach       |
| Abzweig ehemals geradeaus und nach rechts |                           | nach Hof                  | nach Hof                  |
| Haltepunkt / Haltestelle (Strecke außer Betrieb) | 5,6                       | Rattelsdorf               | Rattelsdorf               |
| Haltepunkt / Haltestelle (Strecke außer Betrieb) | 9,7                       | Medlitz                   | Medlitz                   |
| Haltepunkt / Haltestelle (Strecke außer Betrieb) | 11,9                      | Mürsbach                  | Mürsbach                  |
| Haltepunkt / Haltestelle (Strecke außer Betrieb) | 14,0                      | Busendorf (Oberfr)        | Busendorf (Oberfr)        |
| Haltepunkt / Haltestelle (Strecke außer Betrieb) | 16,7                      | Lahm (Itzgrund)           | Lahm (Itzgrund)           |
| Bahnhof (Strecke außer Betrieb) | 18,9                      | Kaltenbrunn-Untermerzbach | Kaltenbrunn-Untermerzbach |
| Haltepunkt / Haltestelle (Strecke außer Betrieb) | 21,8                      | Memmelsdorf (Unterfr)     | Memmelsdorf (Unterfr)     |
| Haltepunkt / Haltestelle (Strecke außer Betrieb) | 23,0                      | Setzelsdorf               | Setzelsdorf               |
| Haltepunkt / Haltestelle (Strecke außer Betrieb) | 24,9                      | Heilgersdorf              | Heilgersdorf              |
| Bahnhof (Strecke außer Betrieb) | 28,0                      | Seßlach                   | Seßlach                   |
| Kopfbahnhof Streckenende (Strecke außer Betrieb) | 31,8                      | Dietersdorf (Oberfr)      | Dietersdorf (Oberfr)      |

Die Bahnstrecke Breitengüßbach–Dietersdorf war eine Nebenbahn in Oberfranken. Die eingleisige Strecke der Spurweite 1435 mm (Normalspur) war nicht elektrifiziert. Sie zweigte nordöstlich des Bahnhofs Breitengüßbach nur wenige hundert Meter nach der Nebenbahn Richtung Ebern–Maroldsweisach von der Hauptstrecke Bamberg–Hof in den unteren Itzgrund nach Norden ab.
Die ersten 20 Kilometer folgte die Strecke der Itz bis Kaltenbrunn. Ab dort führte sie im Alster- und Rodachtal nach Seßlach und Dietersdorf.

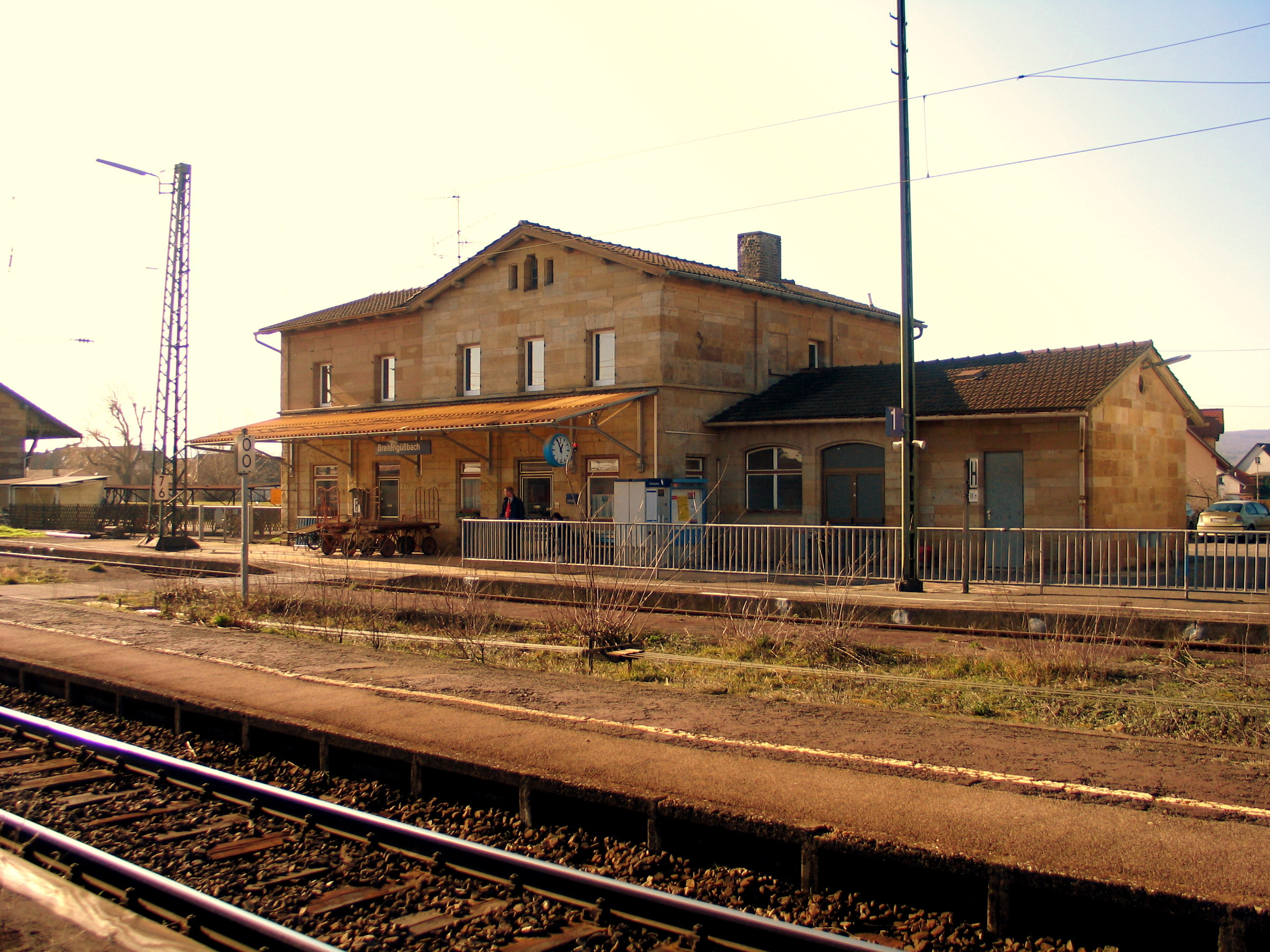
Breitengüßbach

Die Bahnstrecke wurde am 1. Oktober 1913 in Betrieb genommen. Über eine Verbindung zur Itzgrundbahn, die nur 6,7 Kilometer von Kaltenbrunn entfernt in Rossach endete, wurde nachgedacht, aber sie wurde nie realisiert. Die Gründe waren einerseits, dass man der bestehenden, aber etwas längeren Hauptbahn Bamberg–Lichtenfels–Hof, die auch nur wenige Kilometer entfernt fast parallel verlief, keine Konkurrenz machen wollte. Andererseits lag die Itzgrundbahn im Herzogtum Coburg und die Strecke nach Dietersdorf war im Königreich Bayern gelegen. Nach dem Anschluss Coburgs an Bayern scheiterte der Lückenschluss in den folgenden Jahren an den Kosten. 

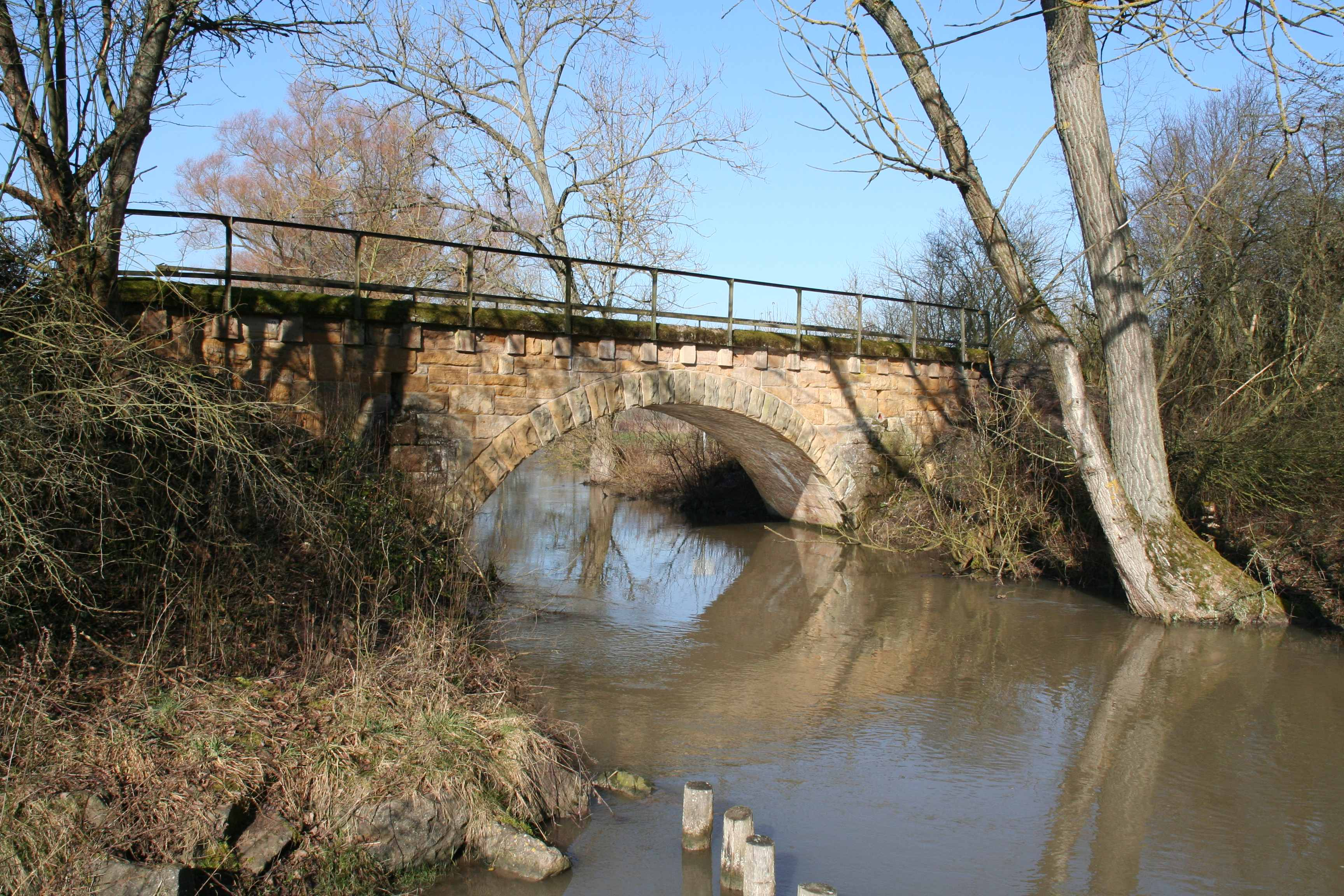
Ehemalige Brücke über die Rodach bei Seßlach

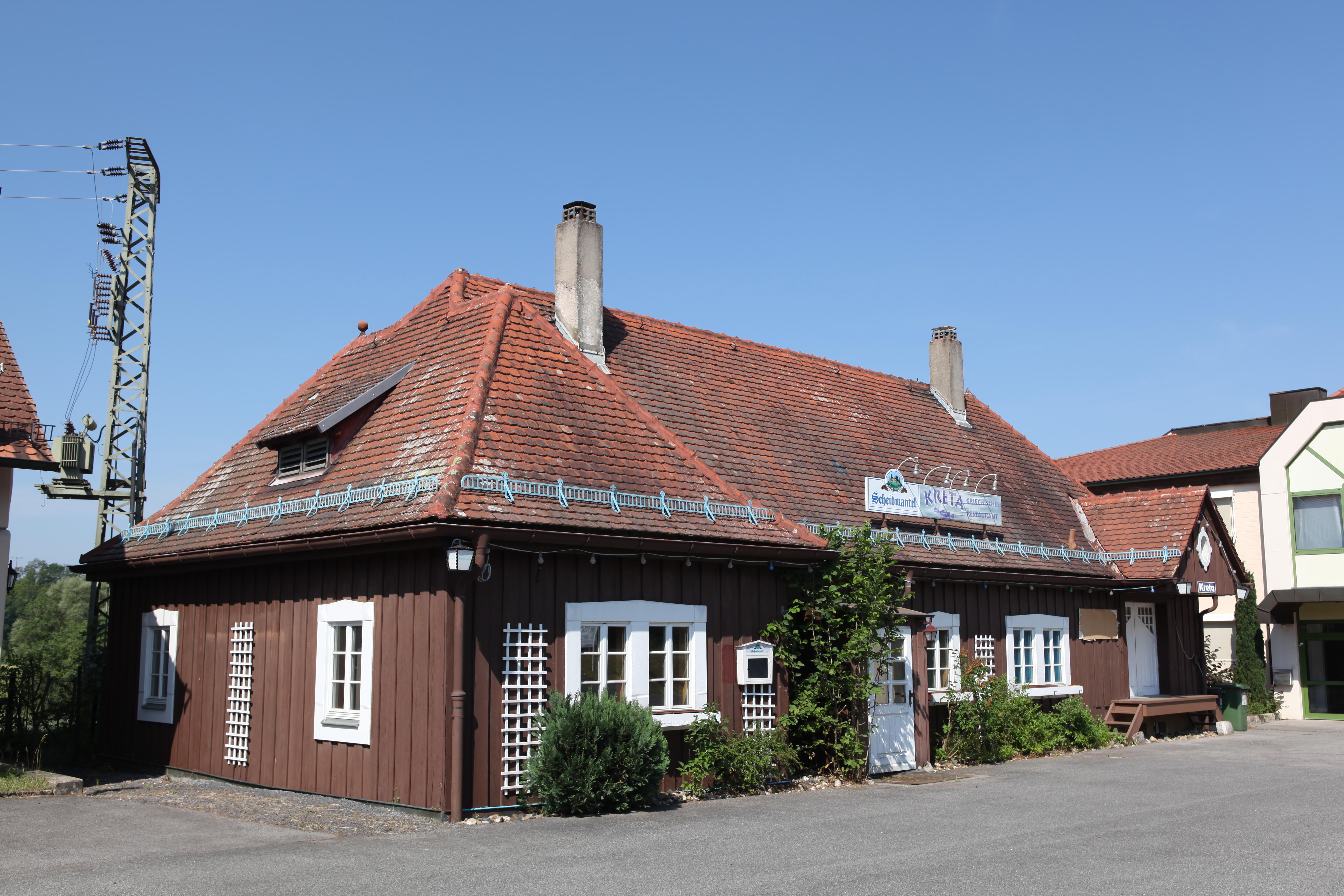
Bahnhof Seßlach

Eine Verbindung ins von Dietersdorf auch nur sechs Kilometer entfernte, thüringische Lindenau, wo die 1000-mm-Schmalspurbahn der Bahnstrecke Hildburghausen–Lindenau-Friedrichshall endete, gab es ebenfalls nie.
Die Fahrzeit der vier Personenzugpaare im Jahr 1970 betrug eine Stunde. Der Personenverkehr wurde am 28. September 1975 eingestellt, am 27. September 1981 erfolgte die Gesamtstilllegung. Von August 1982 bis März 1983 wurde die Strecke komplett abgebaut und dient heute zu einem großen Teil als Fahrradweg.
Im Bahnhof Kaltenbrunn-Untermerzbach befindet sich heute (Stand: 2025) die Pizzeria La Stazione, die an die Vergangenheit als Bahnhof erinnert.